# Římskokatolická farnost Šlapanice u Brna
Římskokatolická farnost Šlapanice u Brna je územní společenství římských katolíků s farním kostelem Nanebevzetí Panny Marie v děkanství šlapanickém. Do farnosti patří kromě Šlapanic také Ponětovice, Kobylnice, Bedřichovice a Jiříkovice.

## Historie farnosti
Počátek historie farního kostela je datován na přelom 12. a 13. století, kdy zde stál románský chrám. Tato stavba byla na přelomu 13. a 14. století nahrazena gotickým kostelem, jenž je dosud patrný díky zachované křížové klenbě v presbytáři či díky odkrytým částem gotických oken a dveří. Ve středověku fungoval jako opevněné útočiště pro obyvatele vsi. V následujících staletích byl při požárech či válečných událostech několikrát vážně poškozen, nakonec byl barokně přestavěn v letech 1753–1755, o dva roky později ale ještě musel být opraven po požáru. Kompletní rekonstrukce se chrám dočkal v letech 1989–1990.

## Duchovní správci
Od nejstarších dob měly Šlapanice vlastní duchovní správu. Prvním známým farářem zde byl roku 1235 Jan. Do farnosti v minulosti patřily také Velatice (do roku 1784), Líšeň (do obnovení zdejší fary roku 1630), Slatina (do roku 1715) a Prace (do roku 1852). Matriky se začaly vést roku 1689, pamětní kniha byla založena roku 1742.
Farářem zde byl od 1. října 2010 do července 2013 R. D. Mgr. Miloš Mičánek. Od 1. srpna 2013 do roku 2023 zde byl farářem a děkanem R. D. ICLic. Mgr. Jan Nekuda. Dne 27. srpna 2023 byl zde farářem a děkanem ustanoven P. Mgr. Petr Hošek.

## Bohoslužby
| Kostel                         | Místo        | Bohoslužba (den)                         | Hodina                                                    | Poznámka     |
| ------------------------------ | ------------ | ---------------------------------------- | --------------------------------------------------------- | ------------ |
| kostel Nanebevzetí Panny Marie | Šlapanice    | neděle pondělí úterý středa pátek sobota | 7.00, 8.45 a 18.30 7.00 18.00 18.00 (pro děti) 18.00 7.30 | farní kostel |
| kaple Panny Marie Lurdské      | Bedřichovice | 2. čtvrtek v měsíci                      | 18.00 (mimo prázdniny)                                    |              |
| kaple svatého Jana Nepomuckého | Ponětovice   | 1. čtvrtek v měsíci                      | 18.00 (mimo prázdniny)                                    |              |

## Aktivity ve farnosti
Dnem vzájemných modliteb farností za bohoslovce a bohoslovců za farnosti brněnské diecéze je 14. červen. Adorační den připadá na 24. listopadu. Farnost se pravidelně zapojuje do projektu Noc kostelů. Každoročně se koná tříkrálová sbírka a farní ples.
Farnosti Šlapanice, Podolí a Prace vydávají čtyřikrát ročně společný farní časopis Okénko.
V roce 2016 se ve farnosti konaly (po 80 letech) lidové misie. Misionáři oslovili během posledního únorového týdne všechny věkové kategorie farníků. Kromě programu v kostele každý den vycházeli do ulic, navštívili malé děti ve školce, starší i nemocné farníky v penzionu i v domácnostech.